# Bill Layne
Pour les articles homonymes, voir Layne.
William "Bill" Layne (25 mars 1911 - 7 avril 2005) est un artiste américain, illustrateur et animateur qui a travaillé pour les studios Disney. Il est aussi connu comme dessinateur de pin-up.

## Filmographie
- 1959 : La Belle au bois dormant
- 1961 : Les 101 Dalmatiens
- 1961 : The Saga of Windwagon Smith
- 1963 : Merlin l'Enchanteur
- 1964 : Mary Poppins
- 1965 : Goofy's Freeway Troubles, décors
- 1967 : Le Livre de la jungle
- 1970 : Les Aristochats
- 1971 : L'Apprentie sorcière
- 1973 : Robin des Bois
- 1977 : Les Aventures de Winnie l'ourson